# Jean-Baptiste Lemoyne (beeldhouwer)
Jean-Baptiste Lemoyne (Parijs, 15 februari 1704 - Parijs, 25 mei 1778) was een Frans beeldhouwer.

## Leven en werk
Lemoyne was een zoon van beeldhouwer Jean-Louis Lemoyne. Hij was een neef van Jean-Baptiste Lemoyne (1679-1731), die eveneens beeldhouwer was, en wordt daarom voor de duidelijkheid ook Jean-Baptiste II of Jean-Baptiste de jonge genoemd. Hij was leerling van zijn vader en Robert Le Lorrain. In 1725 won hij de Prix de Rome.
Hij werkte voor het Franse hof en maakte onder meer bustes van Marie Adélaïde van Frankrijk, Marie Antoinette van Oostenrijk en Madame de Pompadour. Hij maakte een sculptuur van Lodewijk XV van Frankrijk voor Rennes. Het beeld werd, net als een aantal andere van zijn werken, vernield tijdens de Franse Revolutie. Het model bevindt zich in het Louvre. Andere musea die werken van Lemoyne in hun collectie hebben zijn het kasteel van Versailles, het Metropolitan Museum of Art en het Kunsthistorisches Museum in Wenen. Hij was leermeester van Étienne-Maurice Falconet, Jean-Antoine Houdon en Augustin Pajou.
- Bibliothèque nationale de France: cb119642745 (data)
- Gemeinsame Normdatei: 124288839
- International Standard Name Identifier: 0000 0000 6681 9888
- KulturNav: 61f7aa9d-51cf-4146-8942-64d9061314ce
- Library of Congress Control Number: nr2001006648
- RKD-Nederlands Instituut voor Kunstgeschiedenis: 49312
- Système universitaire de documentation: 074318209
- Union List of Artist Names: 500015004
- Virtual International Authority File: 37847387
- WorldCat: E39PBJh4wgRcKhQVd6TmGjtVG3